# Fredrik Kempe

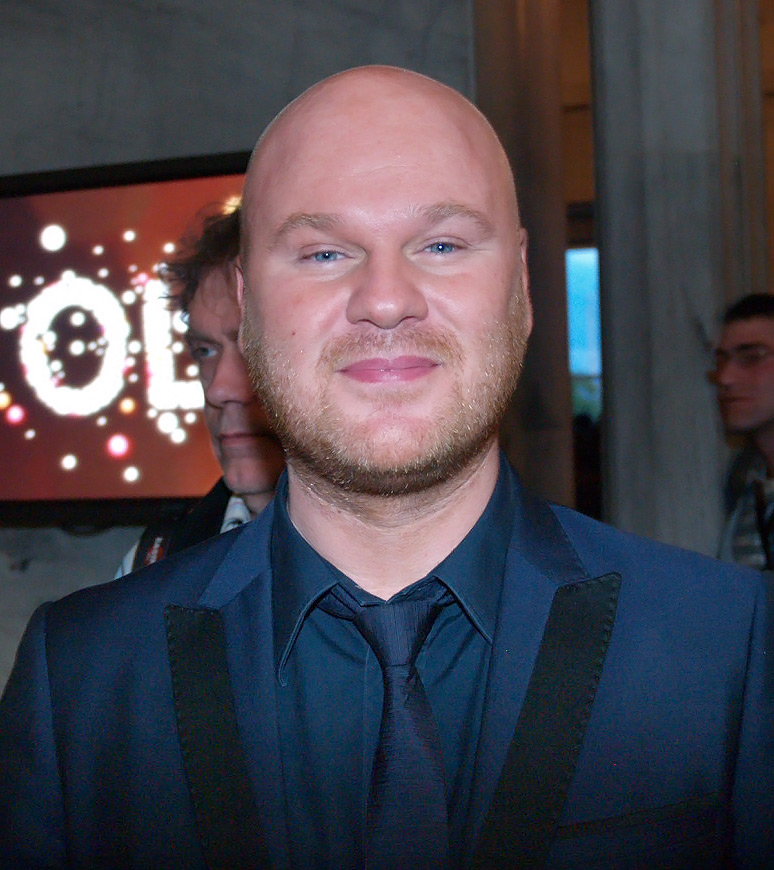
Fredrik Kempe en el Festival de Eurovisión 2010.

Fredrik Kempe (Vårgårda, 29 de abril de 1972) es un cantante de ópera y artista pop sueco.
Después de haber trabajado en diferentes musicales, tales como "Les Misérables" en la Ópera de Värmland y "Chess" en el Cirkus de Estocolmo, Fredrik obtuvo un gran éxito en el verano de 2002 con su sencillo "Vincerò". Este tema se caracterizaba por mezclar melodías operísticas con música de baile.
Tras copar la lista de éxitos durante varios meses, publicó su primer álbum "Songs For Your Broken Heart", del que vendió 45 000 copias.
Dos años más tarde, participaría en el Melodifestivalen 2004 con el tema "Finally", que serviría de tarjeta de su presentación para su segundo trabajo, "Bohème".
En 2005 volvería a participar en dicho festival, en esta ocasión acompañada de la cantante Sanna Nielsen. Este dúo interpretó el tema "Du Och Jag Mot Världen" ("Tú Y Yo Contra El Mundo"), consiguiendo clasificarse para la gran final y, finalmente, alcanzar la octava posición.

## Compositor y Melodifestivalen
En el Melodifestivalen 2004, llevó a cabo la concesión de su propia canción Finally, como un homenaje a su compositor favorito Benny Andersson. El año siguiente, se interpretó la canción Du och jag mot världen, junto a Sanna Nielsen en la final, donde terminó en octavo lugar. 
En el Melodifestivalen 2007, participó como compositor con tres canciones - dos de ellas junto con Henrik Wikström y Bobby Ljunggren y una con Regina Lund. De estos fueron Cara Mia interpretada por Måns Zelmerlöw, y Vågar du, vågar jag, cantada por Sanna Nielsen, a la final. Cara Mia también fue elegida como el ganador del  OGAE Second Chance Contest y el National Finals Song Contest de ese año. La canción fue el tercer sencillo más vendido en Suecia el 2007. 
Para Melodifestivalen 2008, escribió dos canciones. Pame con Daniel Mitsogiannis y Hero de Charlotte Perrelli. Hero ganó el Melodifestivalen sueco de ese año. Este año mismo año, Kempe compuso dos canciones que alcanzaron la lista de los diez primeros de las más sonadas en Suecia, Hero (de Charlotte Perrelli y ganadora del Melodifestivalen) y Brother, Oh Brother (del primer álbum de Måns Zelmerlöw). 
En el Melodifestivalen 2009 Kempe participí con cuatro canciones: You're Not Alone de BWO, Hope & Glory cantada por Måns Zelmerlöw, Moving On defendida por Sarah Dawn Finer y La Voix con Malena Ernman, quien fue la ganadora del melodifestivalen de ese año y representó a Suecia en el Festival de Eurovision celebrado en Moscú. 
Para Melodifestivalen 2010, ha compuesto la canción Manboy junto a Peter Boström.
En 2011, compuso dos temas siendo uno de ellos "Popular", para Eric Saade, que representó a Suecia en el Festival de Eurovisión.
En 2014 logró su cuarto triunfo en el certamen sueco con la canción Undo, cantada por Sanna Nielsen.
Participa en el Melodifestilaven 2019 como compositor de la canción "Norrsken" del cantante Jon Henrik Fjällgren.